# Acroneuria carolinensis
Acroneuria carolinensis är en bäcksländeart som först beskrevs av Banks 1905.  Acroneuria carolinensis ingår i släktet Acroneuria och familjen jättebäcksländor. Inga underarter finns listade i Catalogue of Life.